# 黑衣修士鐵路橋
51°30′35″N 0°06′12″W / 51.50972°N 0.10333°W
黑衣修士鐵路橋（Blackfriars Railway Bridge）是一座位於英國泰晤士河倫敦段上的鐵路橋，處於黑衣修士橋和千禧橋之間。
黑衣修士鐵路橋並非只有一座，最早的黑衣修士鐵路橋在1864年通車，設計者是受雇於倫敦、查塔姆和多佛鐵路公司的約翰·丘比特。1924年南方鐵路公司形成，並在倫敦其他地方興建鐵橋樑，使得黑衣修士鐵路橋的重要性大為下降。加上其載重不足以負荷現代列車，1985年拆除，但還剩下數個橋墩一直留在原地，直到今日還可以見到。 實際上這些桥墩還是倫敦的二級登錄建築。
另外一座橋建於1886年，由約翰·烏爾夫-巴里和亨利·馬克·布魯內爾設計，由Lucas & Aird建造。 後來作為泰晤士連線計劃的一部分，由鮑佛貝蒂公司對該橋進行擴建。

## 外部連結
- Structurae数据库中Blackfriars Railway Bridge (1864)的数据

- Structurae数据库中Blackfriars Railway Bridge (1886)的数据